# Crazy (chanson de Lost Frequencies et Zonderling)
Pour les articles homonymes, voir Crazy.
Singles par Lost Frequencies
Here With You
(2017) Melody
(2018)
Singles par Zonderling
Be Free
(2016) Lee
(2018)
Crazy est une chanson du DJ belge Lost Frequencies et du duo néerlandais Zonderling, sortie le 24 novembre 2017. Elle sert de premier single au second album de Lost Frequencies, Alive and Feeling Fine.
Lost Frequencies sort la chanson pour célébrer le milliard de streams atteint par ses chansons, et la création de son propre label, Found Frequencies. La chanson devient le cinquième numéro 1 de Lost Frequencies en Flandre, et le troisième en Wallonie.

## Liste des pistes
| 1. | Crazy                | 2:33 |
| 2. | Crazy (Extended Mix) | 3:28 |

| 1. | Crazy (Dash Berlin Remix)                           | 3:04 |
| 2. | Crazy (Mr. Belt & Wezol Remix)                      | 3:19 |
| 3. | Crazy (Sonny Bass Remix)                            | 2:57 |
| 4. | Crazy (Hiddn Remix)                                 | 3:40 |
| 5. | Crazy (Acoustic Version - featuring David Benjamin) | 3:37 |
| 6. | Crazy (Dash Berlin Extended Remix)                  | 4:37 |
| 7. | Crazy (Mr. Belt & Wezol Extended Remix)             | 4:50 |
| 8. | Crazy (Sonny Bass Extended Remix)                   | 4:00 |

| 1. | Crazy (Clément Leroux Remix)   | 3:25 |
| 2. | Crazy (JAMES. Remix)           | 4:52 |
| 3. | Crazy (KLYMVX Remix)           | 3:10 |
| 4. | Crazy (Kolombo Remix)          | 3:17 |
| 5. | Crazy (KLYMVX Extended Remix)  | 4:12 |
| 6. | Crazy (Kolombo Extended Remix) | 4:28 |

## Charts hebdomadaires
| Classements (2017-18)                   | Meilleure position |
| --------------------------------------- | ------------------ |
| Allemagne (Media Control AG)            | 13                 |
| Autriche (Ö3 Austria Top 40)            | 7                  |
| Belgique (Flandre Ultratop 50 Singles)  | 1                  |
| Belgique (Wallonie Ultratop 50 Singles) | 1                  |
| Canada (Hot 100)                        | 35                 |
| États-Unis (Hot Dance/Electronic Songs) | 38                 |
| France (SNEP)                           | 73                 |
| France (SNEP Ventes)                    | 34                 |
| Italie (FIMI)                           | 15                 |
| Pays-Bas (Nederlandse Top 40)           | 12                 |
| Pays-Bas (Single Top 100)               | 56                 |
| Pologne (ZPAV)                          | 1                  |
| Suisse (Schweizer Hitparade)            | 13                 |